# The Colony
The Colony je kanadský postapokalyptický sci-fi akční thriller z roku 2013 režírovaný Jeffem Renfroem v hlavních rolích s Laurencem Fishburnem, Billem Paxtonem, Kevinem Zegersem a Charlotte Sullivan.

## Děj
Jako důsledek globálního oteplování lidstvo v roce 2045 vynalezlo stroje, které umí ovlivňovat počasí.
Jednoho dne se tyto stroje, které ochlazovaly Zemi rozbijí a začne sněžit a nikdy nepřestane. Lidstvo je nuceno se uchýlit do podzemních bunkrů, aby mělo vůbec nějakou šanci na přežití. Zde se musí vypořádat s nemocemi a také najít způsob jak sehnat obživu. Vojáci Briggs (Laurence Fishburne) a Mason (Bill Paxton) jsou vůdci jednoho z těchto bunkrů, zvaného Kolonie 7. Jednoho dne když zachytí nouzové volání z Kolonie 5 se Briggs, Sam (Kevin Zegers) a Graydon (Atticus Dean Mitchell) vypraví zjistit co se stalo. Po příchodu objeví Kolonii 5 pokrytou krví. Když se dostanou dovnitř, objeví zamčené dveře, které se jim podaří otevřít. Za dveřmi najdou jediného přeživšího z Kolonie 5 Leylanda, který jim přehraje zprávu, kterou dostali od skupinky jiných přeživších. Zpráva obsahuje informace, že se jim podařilo opravit stroj na ovlivňování počasí, který nyní část země otepluje. Slibují pomoc každému kdo přijde a žádají o semena rostlin, aby mohli na rozmrzlé zemi opět pěstovat plodiny. Layland ukáže skupince z Kolonie 7 odkud signál přišel. Dále je informuje, že vyslali vlastní expedici, ale ta se vrátila neúspěšná. Více znepokojující je, že při návratu byli sledováni skupinou kanibalů, která celou Kolonii 5 vyvraždila. Potom co si vyslechnou tento příběh se rozhodnou prozkoumat Kolonii 5. Zde objeví jednoho z kanibalů jak na kousky seká mrtvé členy Kolonie 5 a ostatní kanibaly jak je požírají. Ti jsi jich však všimnou a při útěku zabijí Graydona.  Briggsovi a Samovi se podaří dostat k šachtě a žebříku. Poté, co se jim podaří vylézt na povrch, šachtu vyhodí do povětří. Při cestě nazpět přespí jednu noc v opuštěné helikoptéře. Ráno zjistí, že několika kanibalům se podařilo přežít a že je sledují. Rozhodnou se běžet k mostu, který je poblíž a vyhodit jej do povětří aby kanibalům zabránili v dalším postupu k jejich kolonii. Jenže dynamit, který měl vyhodit most do povětří nevybuchne a tak se Briggs rozhodne jej znovu zapálit. Jenže kanibalové jsou již tak blízko, že se nemůže stihnout vrátiti do úkrytu a tak se obětuje a vyhodí sám sebe a most do povětří. Sam se tedy vrátí do Kolonie 7, kde zjistí, že Mason přebral vedení a začíná uplatňovat tvrdá pravidla. Sam všem sdělí že ho sledují kanibalové, kteří vyhladili celou Kolonii 5 a že musí ihned migrovat do teplé zóny. Mason ale Samovi nevěří a tak jej připoutá k posteli odkud se mu, ale podaří utéct a na satelitních snímcích objevit přesné souřadnice teplé zóny. Kanibalům se mezitím podaří dojít do kolonie a zabijí mnoho jejich obyvatel včetně Masona. Samovi se podaří zabít jejich vůdce a s několika málo přeživšími shromáždí několik semen a vydávají se na cesto do teplé zóny.

## Obsazení
| Laurence Fishburne | Briggs  |
| Kevin Zegers       | Sam     |
| Bill Paxton        | Mason   |
| Charlotte Sullivan | Kai     |
| Julian Richings    | Leyland |